# Município de Newark (condado de Licking, Ohio)
O município de Newark (em inglês: Newark Township) é um município localizado no condado de Licking no estado estadounidense de Ohio. No ano de 2010 tinha uma população de 1.967 habitantes e uma densidade populacional de 116,98 pessoas por km².

## Geografia
O município de Newark encontra-se localizado nas coordenadas 40° 05′ 23″ N, 82° 25′ 40″ O. Segundo o Departamento do Censo dos Estados Unidos, o município tem uma superfície total de 16.81 km², da qual 16,75 km² correspondem a terra firme e (0,4 %) 0,07 km² é água.

## Demografia
Segundo o censo de 2010, tinha 1.967 habitantes residindo no município de Newark. A densidade populacional era de 116,98 hab./km². Dos 1.967 habitantes, o município de Newark estava composto pelo 97 % brancos, o 0,81 % eram afroamericanos, o 0,15 % eram amerindios, o 0,56 % eram asiáticos, o 0,25 % eram de outras raças e o 1,22 % eram de uma mistura de raças. Do total da população o 0,56 % eram hispanos ou latinos de qualquer raça.